# Al Green

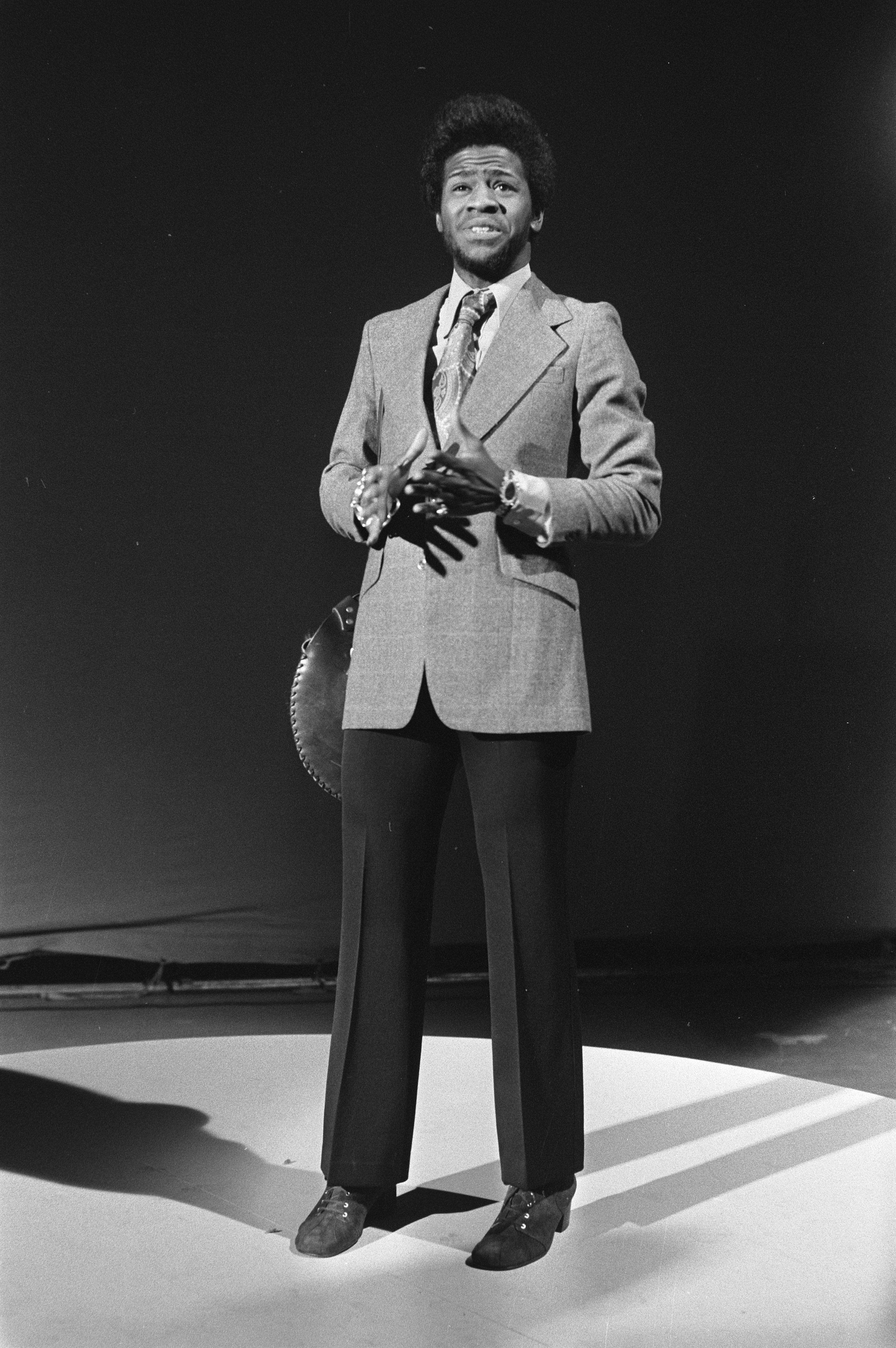
Al Green (1971)

Albert Leornes Greene, conhecido como Al Green, (Forrest City, 13 de abril de 1946) é um cantor estadunidense soul music, com sucesso no início e metade dos anos setenta.

## Carreira

### Primeiros anos
Al Green começou a cantar aos nove anos junto com outros três irmãos em um grupo gospel de seu pai, o Green Brothers. O quarteto chegou a realizar excursões pelo sul dos Estados Unidos durante a década de 1950. Naquela época, a família Greene mudou-se para o Estado do Michigan. Lá, o jovem Al Green formou seu grupo de R&B, chamado Al Green and the Creations (que em 1968 seria rebatizado como Soul Mates). Em 1968, o Soul Mates alcançou o Top 5 da parada Black Singles da Billboard, com a canção "Back Up Train".

### Obra
Em 1969, Green deixou a banda e seguiu carreira solo. Conheceu o produtor Willie Mitchell, de quem ficou bastante próximo. Naquele mesmo ano, foi lançado "Green is Blues", seu disco de estréia. No ano seguinte, lançou o álbum "Al Green Gets Next to You".
Posteriormente, Al Green lançou "Let's Stay Together", de 1972. O LP chegou à oitava posição na parada Pop da Billboard e primeiro lugar na parada Black. A música-título ficou no topo das duas listas.
Mais tarde, Al Green passaria por uma tragédia pessoal em 1975 envolvendo sua namorada
Mary Woodson. Em outubro de 1974 após ter sua proposta para casamento recusada, Mary jogou uma panela fervendo sobre Al, enquanto este tomava banho. O cantor teve queimaduras de segundo grau no abdome, nas costas e no braço. Após a agressão, Mary foi para um outro cômodo e suicidou-se, com uma arma de Green.
Posteriormente, Al Green se converteu ao Cristianismo. Em 1976, ele já havia comprado uma igreja no Memphis e ordenado pastor da Full Gospel Tabernacle. Embora seguisse gravando R&B, as vendas de seus discos começaram a cair e cresciam as críticas sobre seu trabalho - embora os críticos musicais tivessem elogiado "The Belle Album", de 1977.
Durante uma apresentação em 1979, Green foi ferido e assim, o cantor aproximou-se ainda mais da religião, passando a pregar e a cantar apenas música gospel. Seu primeiro álbum desta fase foi "The Lord Will Make a Way", em 1980.
De 1981 a 1989, Green gravou mais álbuns do gênero, oito deles premiados com o Grammy de "Melhor Performance Soul/Gospel". Em 1984, o diretor de cinema Robert Mugge lançou "Gospel According to Al Green", um documentário que inclui entrevistas sobre a vida do cantor e cenas dele em sua igreja.
Após vários anos no estilo gospel, Green iniciou seu retorno ao R&B, com o lançamento do dueto com a cantora britânica Annie Lennox de "Put A Little Love In Your Heart" (escrita em 1968 por Jackie DeShannon), para a comédia Os Fantasmas Contra-Atacam, e a composição do hit "The Message Is Love", uma parceria com o produtor Arthur Baker.
Seu dueto de 1994 com o cantor de country music Lyle Lovett fundiu este estilo música com o R&B e lhe premiou com seu nono Grammy - pela primeira vez na categoria pop music. No ano seguinte, foi lançado "Your Heart's In Good Hands", primeiro álbum secular (não-religioso) de Green. Embora recebesse avaliações positivas da crítica musical, o CD não vendeu bem. Ainda em 1995, Green foi nomeado para o Hall da Fama do Rock and Roll.
Em 2000, Green publicou "Take Me to the River", um livro que examina sua carreira. Dois anos depois, o cantor recebeu um Grammy pelo conjunto da obra.
Em 2003, foi lançado "I Can't Stop", primeiro álbum produzido por Willie Mitchell desde 1985, e o primeiro trabalho de sucesso comercial em décadas. Em 2004, Green foi nomeado para o para o Hall da Fama da Música Gospel. Também naquele ano, a Revista Rolling Stone ranqueou Green na posição 65 na lista dos 100 Maiores Artistas de Todos os Tempos.

## Discografia

### Álbuns
- Back Up Train (1967)
- Green Is Blues (1969) # 19 EUA
- Al Green Gets Next to You (1971) # 58 EUA
- X Let's Stay Together (1972) # 8 EUA
- I'm Still in Love with You (1972) # 4 EUA
- Call Me (1973) # 10 EUA
- Livin' for You (1973) # 24 EUA
- Al Green Explores Your Mind (1974) # 15 EUA
- Al Green Is Love (1975) # 28 EUA
- Al Green's Greatest Hits (1975) # 17 US, # 18 GBR
- Full of Fire (1976) # 59 EUA
- Have a Good Time (1976) # 93 EUA
- The Belle Album (1977) # 103 EUA
- Al Green's Greatest Hits, Vol. 2 (1977) # 134 EUA
- Truth N' Time (1978)
- The Lord Will Make a Way (1980)
- Higher Plane (1981)
- Tokyo Live (1981)
- Precious Lord (1982)
- I'll Rise Again (1983)
- The Christmas Album (1983)
- Trust in God (1984)
- He is the Light (1985)
- White Christmas (1986)
- Soul Survivor (1987) # 131 EUA
- Hi Life - The Best of Al Green (1988) # 34 GBR
- I Get Joy (1989)
- Love is Reality (1992)
- Gospel Soul (1993)
- Your Heart's in Good Hands (1995)
- Don't look back (1997)
- Take Me to the River (coletânea) (2000) # 186 EUA
- Feels Like Christmas (2001)
- Love - The Essential Al Green (2002) # 18 GBR
- I Can't Stop (2003) # 53 EUA
- The Love Songs Collection (coletânea) (2003) # 91 EUA
- Everything's OK (2005)
- Lay it Down (2008)

### Hit singles
- 1971 "Tired of Being Alone" # 11 EUA, # 4 GBR
- 1972 "Let's Stay Together" # 1 EUA, # 7 GBR
- 1972 "I'm Still in Love with You" # 3 EUA, # 35 GBR
- 1972 "Look What You Done for Me" # 4 EUA, # 33 GBR
- 1972 "You Ought to be with Me" # 3 EUA
- 1973 "Call Me (Come Back Home)" # 10 EUA
- 1973 "Here I am (Come and Take Me)" # 10 EUA
- 1974 "Sha-La-La (Make Me Happy)" # 7 US, # 20 GBR
- 1974 "Let's Get Married" # 32 EUA
- 1974 "Livin' for You" # 19 EUA
- 1975 "L-O-V-E (Love)" # 13 US, # 24 GBR
- 1975 "Full of Fire" # 28 EUA
- 1977 "Keep Me Cryin'" # 37 EUA
- 1988 "Put a Little Love in Your Heart" (com Annie Lennox) # 9 EUA, # 28 GBR
- 1989 "The Message is Love" (Arthur Baker e The Backbeat Disciples com Al Green) # 38 GBR
- 1993 "Love is A Beautiful Thing" # 56 GNR

### Banda/Trilha sonora
- "Put A Little Love In Your Heart" - Os Fantasmas Contra-Atacam (1988)
- "Here I Am" - O Guia do Mochileiro das Galáxias/À Boleia pela Galáxia (2004).
- "How Can You Mend a Broken Heart" - Notting Hill e As Virgens Suicidas (1999); Gênio Indomável (1997).
- "Let's Stay Together" - Pulp Fiction (1994), Um Belo Dia, Um Cabeleleiro (Un Beau Jour, Un Coiffeur) (2004), Hellboy (2005).
- "Love Is A Beautiful Thing" - The Pallbearer (1996), Legalmente Loira (2001), Curvas Perigosas/Quando Elas São... Eles (2002) e Amor a Segunda Vista (2002)
- Love and Happiness-"Menace 2 Society[Perigo para a Sociedade]"(1993)
- "How Can You Mend a Broken Heart" - Sex and the City" (2008)
- “How Can You Mend a Broken Heart” - O Livro de Eli (2010)
- “Tired of Being Alone” - Ambição em Alta Voltagem (1995)